# Tony DiTerlizzi
Tony DiTerlizzi (Los Angeles, 6 de setembro de 1969) é um ilustrador, pintor e escritor estadunidense. Notório por seus trabalhos em As Crônicas de Spiderwick, ele também escreveu e ilustrou a trilogia: Em Busca de WondLa.

## Biografia
Ele é o mais velho de três irmãos de uma família ligada às artes. Ainda criança ele começou a desenhar. Ao concluir o Ensino Médio, sonhava em fazer livros infantis.
Estudou em várias escolas de arte, dentre elas a Florida School of the Arts e o Art Institute of Fort Lauderdale, e formou-se em design gráfico em 1992. Tony trabalha com a esposa, Angela, e moram em Amherst, Massachusetts, com a filha.

## Obras
Como escritor e também ilustrador
- Jimmy Zangwow's Out-of-This-World Moon-Pie Adventure, 2000
- Ted, 2001
- The Spiderwick Chronicles (com Holly Black), 2003–2006 As Crônicas de Spiderwick
- Care & Feeding of Sprites, 2006
- G Is for One Gzonk, 2006
- Kenny & the Dragon, 2008
- Adventure of Meno! (com Angela DiTerlizzi), 2009

### Livro ilustrado
- The Adventures of Luke Skywalker, Jedi Knight, 2014 (ilustrador: Ralph McQuarrie). No Brasil: Star Wars - as Aventuras de Luke Skywalker Cavaleiro Jedi (Pixel Media, 2016)

### Série WondLa
- The Search for WondLa, 2010. No Brasil: Em Busca de Wondla (Intrínseca, 2013)
- A Hero for WondLa, 2012. No Brasil: Um herói para WondLa (Intrínseca, 2013)
- The Battle for WondLa, 2014. No Brasil: A Batalha por WondLa (Intrínseca, 2017)